# لغات أويل

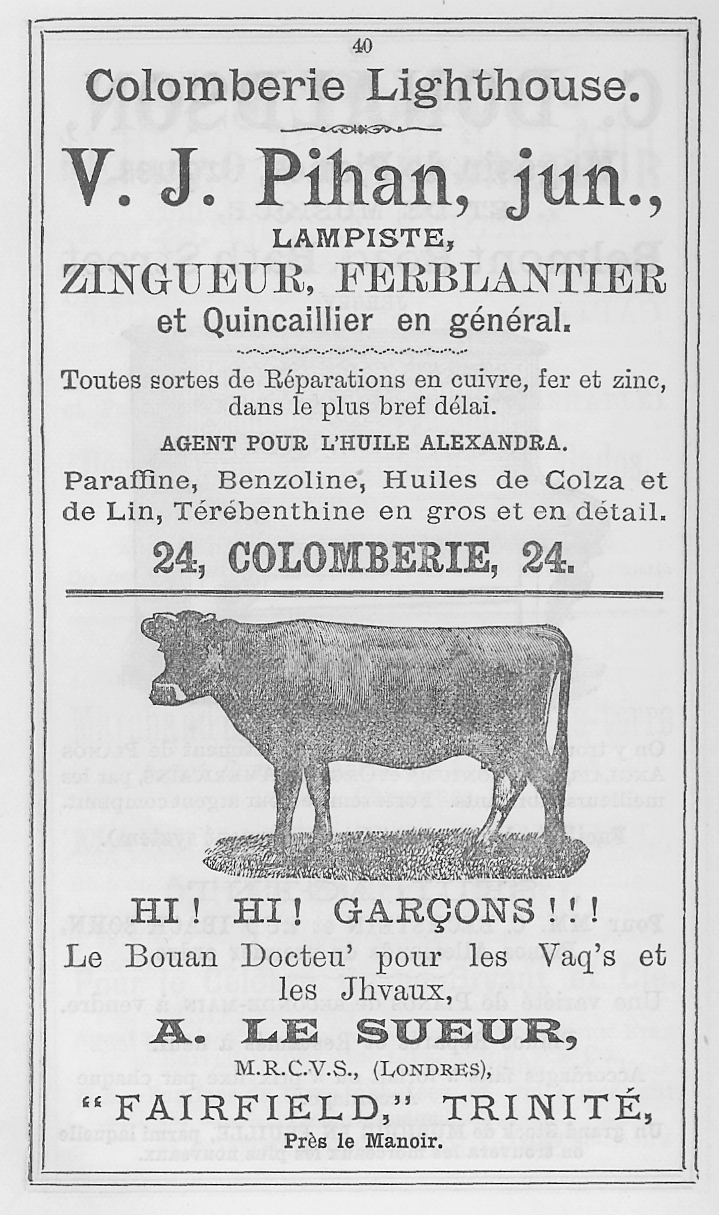
تقويم جيرسي كرونيكل 1892

لغات أويل (بالفرنسية: Langues d'oïl)‏ هي سلسلة متصلة باللهجة تشمل الفرنسية القياسية وأقرب أقربائها الأصليين تاريخيًا يتحدث بها في النصف الشمالي من فرنسا وجنوب بلجيكا وجزر القنال. ينتمون إلى فئة أكبر من اللغات الغالو رومانسية، والتي تشمل أيضًا اللغات التاريخية لشرق وسط فرنسا وغرب سويسرا، وجنوب فرنسا، وأجزاء من شمال إيطاليا، وفال داران في إسبانيا، وتحت قبول بعض كتالونيا.
يقسم اللغويون اللغات الرومانسية في فرنسا، وخاصة في فرنسا في العصور الوسطى، إلى مجموعتين فرعيتين جغرافيتين رئيسيتين: langues d'oïl إلى الشمال ، و langues d'oc في النصف الجنوبي من فرنسا. تم تسمية كلتا المجموعتين بعد كلمة "نعم" فيها أو بلغات أسلافهم الحديثة. أكثر اللغات الحديثة شيوعًا هي اللغة الفرنسية القياسية، حيث أصبح الأجداد "oïl" "oui".